# U-Bahnhof San Nullo
Der Bahnhof San Nullo ist ein unterirdischer Bahnhof der U-Bahn Catania. Er befindet sich im gleichnamigen Stadtteil.

## Geschichte
Der Bahnhof San Nullo wurde am 31. März 2017 in Betrieb genommen.

## Anbindung
| Linie | Verlauf                                                                                       |
| ----- | --------------------------------------------------------------------------------------------- |
|       | Nesima – San Nullo – Milo – Borgo – Giuffrida – Italia – Galatea – Giovanni XXIII – Stesicoro |